# Пульга, Иво
Иво Пульга  (итал. Ivo Pulga, 20 июня 1964, Модена) — итальянский футболист, ныне футбольный тренер. Дважды возглавлял «Кальяри».

## Карьера игрока
Иво Пульга начинал свою карьеру футболиста в любительском клубе Серии D «Карпи» в 1980 году. В сезоне 1982/83 он был отдан в аренду «Болонье», но не сыграл ни одного матча за основную команду клуба. В 1984 году Пульга дебютировал на профессиональном уровне, выступая за клуб Серии C1 «Модена». В 1985 году он перешёл в «Кальяри», в то время выступавший в Серии B, а затем вскоре вылетевший и вовсе в Серию C1. Однако команда за один смогла вернуться в Серию B, а затем по итогам сезона 1989/90 под руководством главного тренера Клаудио Раньери вернуться в Серию А.
В 1991 году Иво Пульга перешёл в амбициозную «Парму», выиграв с ней Кубок Италии и Кубок кубков УЕФА, за которую он играл значительно реже чем в «Кальяри». Пульга покинул «Парму» в 1993 году, перейдя в команду Серии B «Виченца», а спустя год вернулся в «Карпи», где закончил свою карьеру игрока спустя пять лет.

## Тренерская карьера
После завершения карьеры игрока Иво Пульга работал тренером юношеских и молодёжных команд в «Модене». Также он был помощником главного тренера «Модены» Агатино Куттоне во время сезона 2011/12.
Став лицензированным тренером УЕФА, Пульга заменил Массимо Фиккаденти на посту главного тренера клуба Серии А «Кальяри», а на должность его помощника был назначен Диего Лопес. Произошло это 2 октября 2012 года, и назначение главным тренером малоопытного специалиста стало неожиданностью. В июле 2013 года Пульга и Лопес поменялись должностями в клубе. 18 февраля 2014 года президент «Кальяри» Массимо Челлино освободил Пульгу от обязанностей помощника главного тренера, но 6 апреля того же года он назначил Пульгу главным тренером команды после увольнения Лопеса. По окончании сезона 2013/14 Пульга покинул свой пост. 29 апреля 2018 года назначен главным тренером клуба Серии B «Брешиа».

## Достижения

### В качестве игрока
«Парма»
- Обладатель Кубка Италии (1): 1991/92
- Обладатель Кубка кубков УЕФА (1): 1992/93

## Тренерская статистика
| Команда | Страна      | Начало работы  | Завершение работы | Показатели | Показатели | Показатели | Показатели | Показатели | Показатели | Показатели | Показатели |
| Команда | Страна      | Начало работы  | Завершение работы | М          | В          | Н          | П          | МЗ         | МП         | РМ         | % побед    |
| ------- | ----------- | -------------- | ----------------- | ---------- | ---------- | ---------- | ---------- | ---------- | ---------- | ---------- | ---------- |
| Кальяри | Флаг Италии | 2 октября 2012 | 31 мая 2013       | 34         | 13         | 9          | 12         | 44         | 47         | −3         | 038,24     |
| Кальяри | Флаг Италии | 7 апреля 2014  | 20 июня 2014      | 6          | 2          | 1          | 3          | 3          | 10         | −7         | 033,33     |
| Брешиа  | Флаг Италии | 29 апреля 2018 | 6 июня 2018       | 4          | 0          | 2          | 2          | 3          | 6          | −3         | 000,00     |
| Итого   | Итого       | Итого          | Итого             | 44         | 15         | 12         | 17         | 50         | 63         | −13        | 034,09     |